# إرنست باش
إرنست باش (بالألمانية: Ernst Bach) (و. 1899 – 1944 م) هو طبيب توليد، وأستاذ جامعي، من ألمانيا، ولد في ميندلهايم، كان عضوًا في الحزب النازيكان عضوًا في كتيبة العاصفة، توفي في ماربورغ، عن عمر يناهز 45 عاماً.

## مناصب وهيئات
أدار جامعة لودفيش ماكسيميليان في ميونخ، وجامعة ماربورغ.